# جب الحمام مسطاحة
جب الحمام مسطاحة قرية سوريّة تتبع إداريّاً لمحافظة حلب منطقة منبج ناحية خفسة، بلغ تعداد سكانها (875) نسمة حسب التعداد السكاني لعام 2004.